# Girl Happy
Girl Happy è il 17° album in studio di Elvis Presley, pubblicato nel 1965 negli Stati Uniti, contenente la colonna sonora del film Pazzo per le donne, da lui interpretato.

## Produzione
Le sedute di registrazione ebbero luogo presso lo studio Radio Recorders a Hollywood il 10, 11 e 12 giugno 1964, e il 15 giugno per una sessione supplementare di sovraincisioni vocali da parte di Elvis.
Per la colonna sonora del film vennero incise undici canzoni tutte utilizzate in seguito, con The Meanest Girl in Town pubblicata in origine con il titolo Yeah, She's Evil! da Bill Haley & His Comets per la Decca Records nel giugno del 1964. Un errore durante la masterizzazione finale delle tracce, causò l'effetto leggermente accelerato della voce di Presley, soprattutto nella title track. La RCA pubblicò una versione corretta della canzone soltanto nel 1991 nella compilation Collectors Gold from the Movie Years.
Do the Clam venne pubblicata circa un mese prima dell'album come singolo promozionale, raggiungendo la posizione numero 21 della classifica Billboard Hot 100 e restando in classifica per otto settimane. La b-side del singolo, You'll Be Gone, proveniva da una seduta di registrazione del 18 marzo 1962 per l'album Pot Luck with Elvis, ed era una canzone non utilizzata scritta da Presley insieme ai membri della Memphis Mafia Red West e Charlie Hodge. Si trattava di una variante del classico di Cole Porter Begin the Beguine, della quale Porter aveva negato il permesso di cambiare le parole del testo. Non inclusa nel film, venne invece aggiunta all'album della colonna sonora.

## Accoglienza
Il disco raggiunse la posizione numero 8 della classifica Top Pop Albums negli Stati Uniti, e venne certificato disco d'oro dalla RIAA.

## Tracce

### Lato 1
| Traccia | Registrazione | Titolo                              | Autore                                 | Durata |
| ------- | ------------- | ----------------------------------- | -------------------------------------- | ------ |
| 1.      | 6/10/64       | Girl Happy                          | Doc Pomus e Norman Meade               | 2:07   |
| 2.      | 6/11/64       | Spring Fever                        | Bernie Baum, Bill Giant, Florence Kaye | 1:52   |
| 3.      | 6/11/64       | Fort Lauderdale Chamber of Commerce | Sid Tepper e Roy C. Bennett            | 1:32   |
| 4.      | 6/12/64       | Startin' Tonight                    | Lenore Rosenblatt, Victor Millrose     | 1:19   |
| 5.      | 6/12/64       | Wolf Call                           | Bernie Baum, Bill Giant, Florence Kaye | 1:26   |
| 6.      | 6/11/64       | Do Not Disturb                      | Bernie Baum, Bill Giant, Florence Kaye | 1:52   |

### Lato 2
| Traccia | Registrazione | N° Catal. | Data   | Pos. Clas. | Titolo                         | Autore                                 | Durata |
| ------- | ------------- | --------- | ------ | ---------- | ------------------------------ | -------------------------------------- | ------ |
| 1.      | 6/11/64       |           |        |            | Cross My Heart and Hope to Die | Ben Weisman e Sid Wayne                | 1:55   |
| 2.      | 6/10/64       |           |        |            | Meanest Girl in Town           | Joy Byers                              | 1:55   |
| 3.      | 6/12/64       | 47-8500   | 2/9/65 | numero 21  | Do the Clam                    | Ben Weisman, Dolores Fuller, Sid Wayne | 3:20   |
| 4.      | 6/10/64       |           |        |            | Puppet on a String             | Sid Tepper e Roy C. Bennett            | 2:39   |
| 5.      | 6/11/64       |           |        |            | I've Got to Find My Baby       | Joy Byers                              | 1:35   |
| 6.      | 3/18/62       | 47-8500b  | 2/9/65 |            | You'll Be Gone                 | Elvis Presley, Charlie Hodge, Red West | 2:23   |

### Ristampa in CD del 2003 (serieFollow that Dream)
1. Girl Happy - 2:07
2. Spring Fever - 1:51
3. Fort Lauderdale Chamber of Commerce - 1:31
4. Startin Tonight - 1:28
5. Wolf Call - 1:57
6. Do Not Disturb - 1:57
7. Cross My Heart and Hope to Die - 1:52
8. The Meanest Girl in Town - 1:55
9. Do the Clam - 3:19
10. Puppet on a String - 2:39
11. I've Got to Find My Baby - 1:29
12. You'll Be Gone - 2:20
13. Puppet on a String (Takes 5, 6, 7) - 3:45
14. The Meanest Girl in Town (Takes 7, 8, 9) - 3:52
15. Spring Fever (Take 4) - 1:55
16. Do Not Disturb (Takes 24, 25, 26, 27) - 6:05
17. Cross My Heart and Hope to Die (Take 6) - 2:02
18. Girl Happy (Takes 1, 2, 3, 4) - 7:03
19. Puppet on a String (Take 10) - 2:47
20. Spring Fever (Takes 18, 19, 21) - 3:47
21. The Meanest Girl in Town (Take 11) - 2:24
22. Do Not Disturb (Take 35) - 2:04
23. Cross My Heart and Hope to Die (Takes 9, 10, 11) - 4:00
24. Girl Happy (Take 13 and take 4 of ending) - 3:08

## Formazione
- Elvis Presley - voce
- The Jordanaires - coro
- The Jubilee Four, The Carole Lombard Trio - coro in Do the Clam e Wolf Call
- Boots Randolph - sassofono
- Scotty Moore, Tiny Timbrell, Tommy Tedesco - chitarra elettrica
- Floyd Cramer - pianoforte
- Bob Moore - basso
- D. J. Fontana, Buddy Harman, Frank Carlson - batteria